# Chapelle Notre-Dame du Sacré-Cœur (Saint-André-de-Boëge)
La chapelle Notre-Dame du Sacré-Cœur est un lieu de culte catholique français situé en Haute-Savoie sur la commune de Saint-André-de-Boëge au lieu-dit du Planet dans le massif des Voirons.

## Historique
Au XIXe siècle, les habitants de la commune de Saint-André-de-Boëge décident d'élever une chapelle à la Vierge Marie au lieu-dit Le Planet sur le plateau dominant la montagne des Voirons, afin qu'elle devienne la protectrice des lieux, des champs et des récoltes. La population participe à la construction du sanctuaire qui est inauguré le 22 septembre 1878.
La chapelle est un lieu de pèlerinage organisé le premier dimanche de juillet et au printemps 1999, la chapelle est rénovée. Un nouveau clocher y est posé.